# Parasitaire weerstand

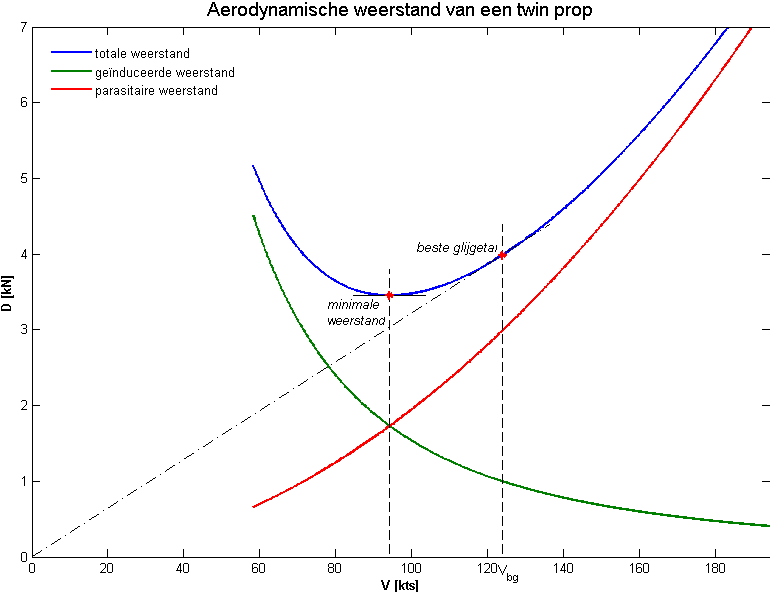
Luchtweerstand van een vliegtuig

Parasitaire weerstand is de weerstand van een voorwerp dat zich door een medium beweegt. Het is de combinatie van vormweerstand, wrijvingsweerstand en interferentieweerstand, zonder de geïnduceerde weerstand die ontstaat door het opwekken van de liftkracht. De parasitaire weerstand vormt opgeteld met de geïnduceerde weerstand de totale luchtweerstand van een vliegtuig.
Parasitaire weerstand is een ongewilde weerstand die de ontwerper zo klein mogelijk zal willen houden. De parasitaire weerstand neemt toe met de snelheid van een object. Grootste veroorzaker van parasitaire weerstand is vaak de romp van een boot of vliegtuig, maar ook bijvoorbeeld landingsgestel en antennes.